# Mark Veens
Mark Hermanus Maria Veens (Venray, 26 juni 1978) maakte als zwemmer zijn internationale debuut bij de Europese kampioenschappen van 1995 in Wenen. Hij nam driemaal deel aan de Olympische Spelen en won hierbij in totaal één medaille.

## Biografie
Zijn doorbraak beleefde de breedgeschouderde sprinter uit Limburg evenwel in 1998, bij de Europese kampioenschappen kortebaan (25 meter) in Sheffield. Veens haalde op de 50 meter vrije slag het podium (tweede plaats), en zwom met 21,79 (persoonlijk record én Nederlands record) en 47.97 (eveneens een pr) tijden, die hem destijds in de mondiale top vijf van het winterseizoen (1998-1999) brachten. Een halfjaar later won hij de bronzen medaille bij de wereldkampioenschappen kortebaan in Hongkong.
Op de langebaan (50 meter) daarentegen bleef de grote doorbraak uit. Veens moest zich, in de schaduw van Pieter van den Hoogenband, tevreden stellen met deelname(s) aan de estafetteploeg op de 4x100 meter vrije slag. In 1999, bij de Europese kampioenschappen langebaan in Istanboel, maakte het Jerommeke van de Nederlandse ploeg deel uit van de ploeg, die de gouden medaille won met de aflossingsploeg op de 4x100 vrij. Een jaar later, bij de Olympische Spelen van Sydney, beleefde Veens de grootste deceptie uit zijn loopbaan, toen de kansrijke estafetteploeg door een te vroege overname in de series van Dennis Rijnbeek werd gediskwalificeerd. Niet veel later bleek bij zijn club PSV geen plaats voor Veens in de net opgerichte Philips-profploeg van coach Jacco Verhaeren.
Veens bleef 'Eindhoven' desondanks trouw en wist zich onder leiding van trainer Eric Landa te plaatsen voor de estafette (4x100 vrij) van de wereldkampioenschappen van Fukuoka (2001). In Japan legde hij samen met Klaas-Erik Zwering, Johan Kenkhuis en slotzwemmer Van den Hoogenband beslag op het zilver.
Een slepende schouderblessure betekende opnieuw tegenslag voor Veens, waarna ook nog eens zijn coach Landa vertrok naar Singapore. Onder diens opvolger Mandy van Rooden dwong Veens echter opnieuw olympische kwalificatie voor 'Athene' af. Daarnaast maakte hij bij de EK kortebaan-toernooien van 2002 (Riesa) en 2003 (Dublin) deel uit van de winnende ploegen op de 4x50 meter vrije slag. In maart 2004 zwom hij in zijn thuisbad in Eindhoven met Klaas-Erik Zwering, Gijs Damen en Pieter van den Hoogenband een officieus wereldrecord op hetzelfde onderdeel in een 50 meterbad. 
Eind 2005 veroverde Veens tijdens de EK kortebaan 2005 op wederom de 4x50 meter vrije slag samen met Mitja Zastrow, Gijs Damen en Johan Kenkhuis de gouden medaille. Tevens was de tijd van 1.25,03 goed voor een nieuw wereldrecord.